# Traverse County
Traverse County är ett administrativt område i delstaten Minnesota i USA, med 3 558 invånare. Den administrativa huvudorten (county seat) är Wheaton. 

## Politik
Traverse County är ett så kallat swing distrikt och det brukar vara jämnt mellan republikanerna och demokraterna i valen. Republikanernas kandidat har dock vunnit countyt i tre av fem presidentval under 2000-talet. I valet 2016 vann republikanernas kandidat med 58,1 procent av rösterna mot 35 för demokraternas kandidat, vilket gör detta till den största segern i countyt för en kandidat sedan valet 1976 och för en republikansk kandidat sedan valet 1920.

## Geografi
Enligt United States Census Bureau har countyt en total area på 1 518 km². 1 487 km² av den arean är land och 31 km² är vatten.      

### Angränsande countyn
- Wilkin County - norr
- Grant County - nordost
- Stevens County - sydost
- Big Stone County - söder
- Roberts County, South Dakota - sydväst
- Richland County, North Dakota - nordväst